# Samsung Everland
Samsung Everland est une ancienne entreprise sud-coréenne du Groupe Samsung fondée le 3 décembre 1963 qui administre l'Everland Resort, le plus grand parc d'attractions du pays.
Après de nombreuses controverses sur de potentielles fraudes, l'entreprise est fusionnée avec Cheil Industries, et devient une filiale de Samsung C&T.